# فرگشت جنسی انسان
فرگشت جنسی انسان (انگلیسی: The Evolution of Human Sexuality) کتابی است در سال ۱۹۷۹ دربارهٔ میل جنسی در انسان توسط انسان‌شناس، دونالد سیمونز به چاپ رسید که در آن نویسنده به موضوعاتی مانند آناتومی اندام جنسی، تخمک‌گذاری، ارگاسم، همجنس‌گرایی، بی‌قیدی جنسی، و تجاوز جنسی، پرداخته‌است و تلاش می‌کند نشان دهد که چگونه می‌توان مفاهیم فرگشتی را برای انسان به کار برد.